# Зустріч (фільм, 1955)
Зустріч (азерб. Görüş) — радянська кінокомедія 1955 року, знята на Бакинський кіностудії. Прем'єра фільму відбулася 6 серпня 1956 року в Москві.

## Сюжет
Картина оповідає про дружбу колгоспників-хлопкоробів Азербайджану і Узбекистану, що змагаються між собою, у центрі сюжету любов узбечки Лали та азербайджанця Кяміля. Любов головного героя фільму до героїні праці Лали перетворила його з безтурботного і ледачого хлопця в передовика виробництва…

## У ролях
- Аріф Мірзакулієв — Кяміль
- Нелля Атауллаєва — Лала
- Лейла Бадирбейлі — Більгеїс
- Гасанага Салаєв — Муса
- Мунаввер Кялантарлі — Мінавер
- Аліага Агаєв — Шихалі
- Агагусейн Джавадов — Абульфас
- Барат Шекинська — Шовкет
- Сона Асланова — Фірангіз (дублювала Олександра Харитонова)
- Азіза Мамедова — Азіза
- Мамедалі Веліханли — епізод
- М. Норбаєв — Ніяз
- Фатех Фатуллаєв — Гулузаде
- Сусанна Меджидова — епізод
- Мустафа Марданов — Аскер
- Мухліс Джанізаде — Анвар
- Р. Мірзоєва — Алмаз
- Джаббар Алієв — Шаріп

## Знімальна група
- Режисер — Тофік Тагі-Заде
- Сценаристи — Едхем Кулібеков, Ніна Позіна
- Оператори — Тейюб Ахундов, Джаваншир Мамедов
- Композитор — Тофік Кулієв
- Художники — Джебраїл Азімов, Ельбей Рзакулієв